# Aeroport Internacional de Genguis Khan
L'Aeroport Internacional de Genguis Khan (en mongol: Чингис хаан олон улсын нисэх онгоцны буудал, Chingis haan olon ulsiin niseh ongotsny buudal) (codi IATA: UBN, codi OACI: ZMCK), també conegut com a Nou Aeroport Internacional d'Ulan Bator, és l'únic aeroport internacional de Mongòlia, que dona servei a la seva capital Ulan Bator. Es va obrir el 4 de juliol de 2021, substituint l'aeroport internacional Buyant-Ukhaa.
És la instal·lació aèria més gran del país, que serveix com a aeroport de connexió per a totes les principals companyies aèries mongoles, i es troba a la vall de Khöshig de Sergelen, província de Töv, a 52 km al sud d'Ulan Bator i 20 km al sud-oest de Zuunmod. L'aeroport està connectat per carretera amb Ulaanbaatar, amb rutes d'autobús llançadora que operen cap a i des de diversos punts de la ciutat. Compta amb vols directes a 11 destinacions nacionals i destinacions a Àsia i Europa.
L'aeroport va ser dissenyat amb una capacitat de transport de fins a 1.100 passatgers per hora i tres milions de passatgers per any, amb una capacitat de càrrega fixada en 11.900 tones. En el seu primer any complet de funcionament, el 2022, va donar servei a poc menys d'un milió de passatgers nacionals i internacionals.

## Galeria

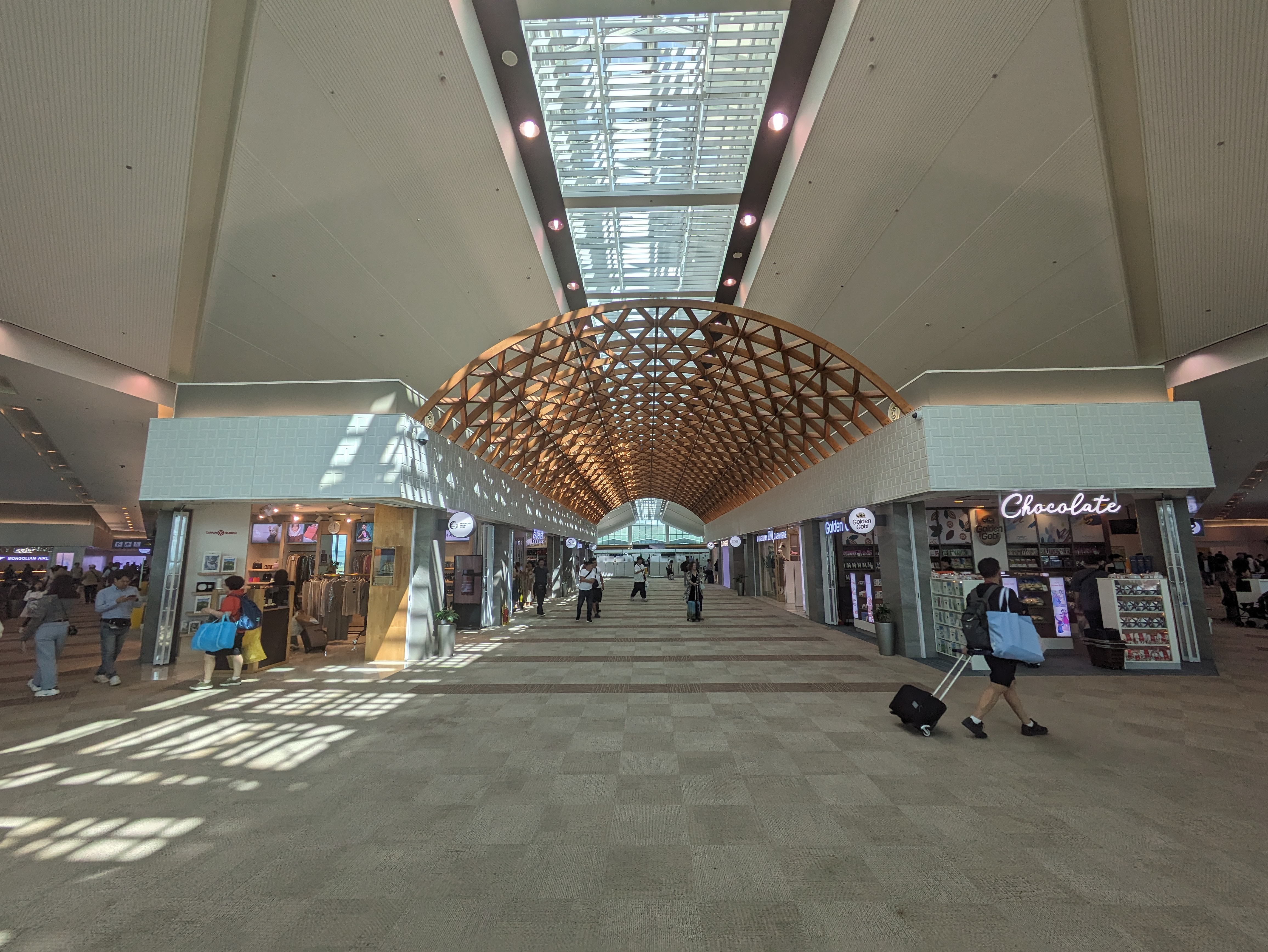
Zona de sortides internacionals
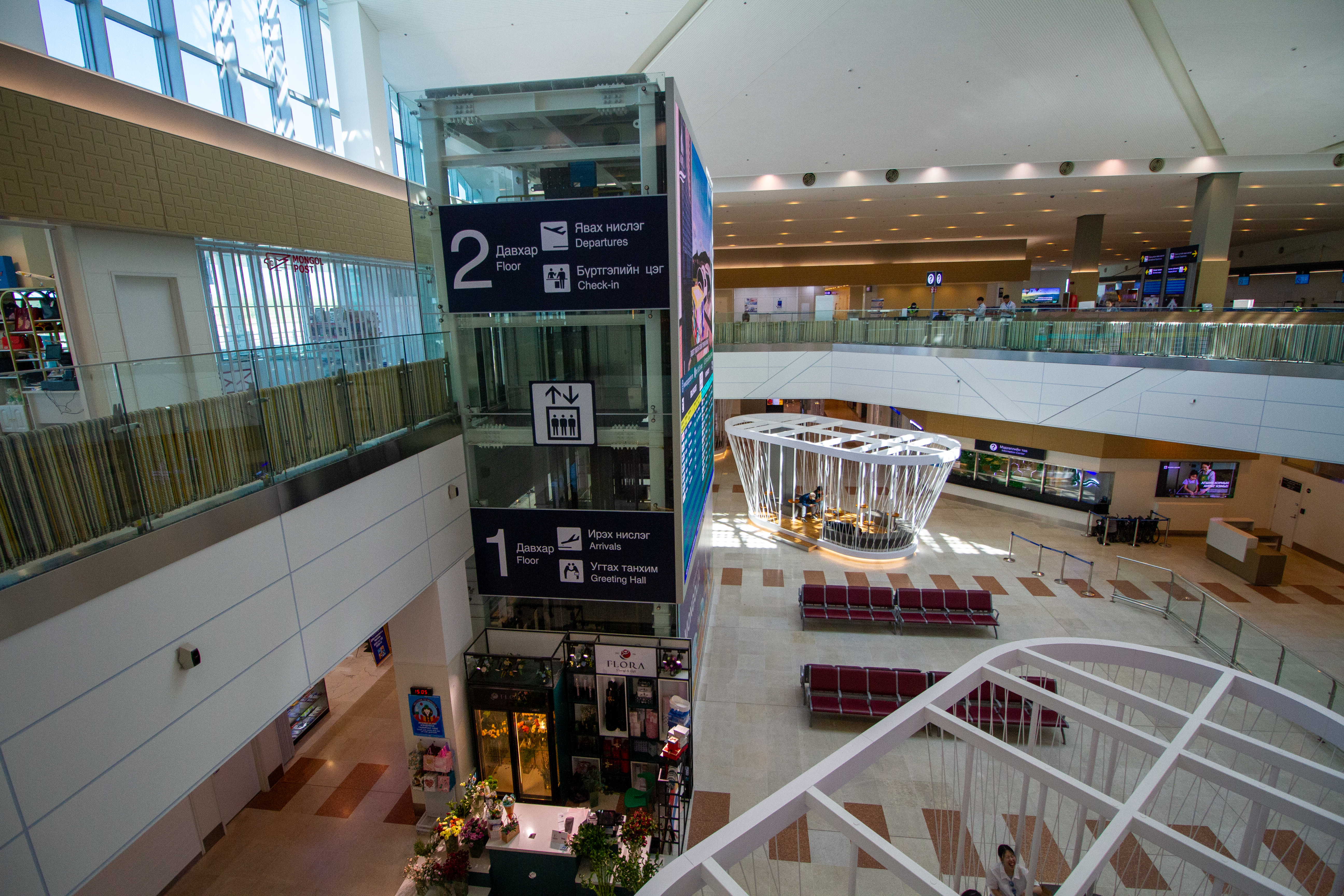
Vestíbul de l'aeroport
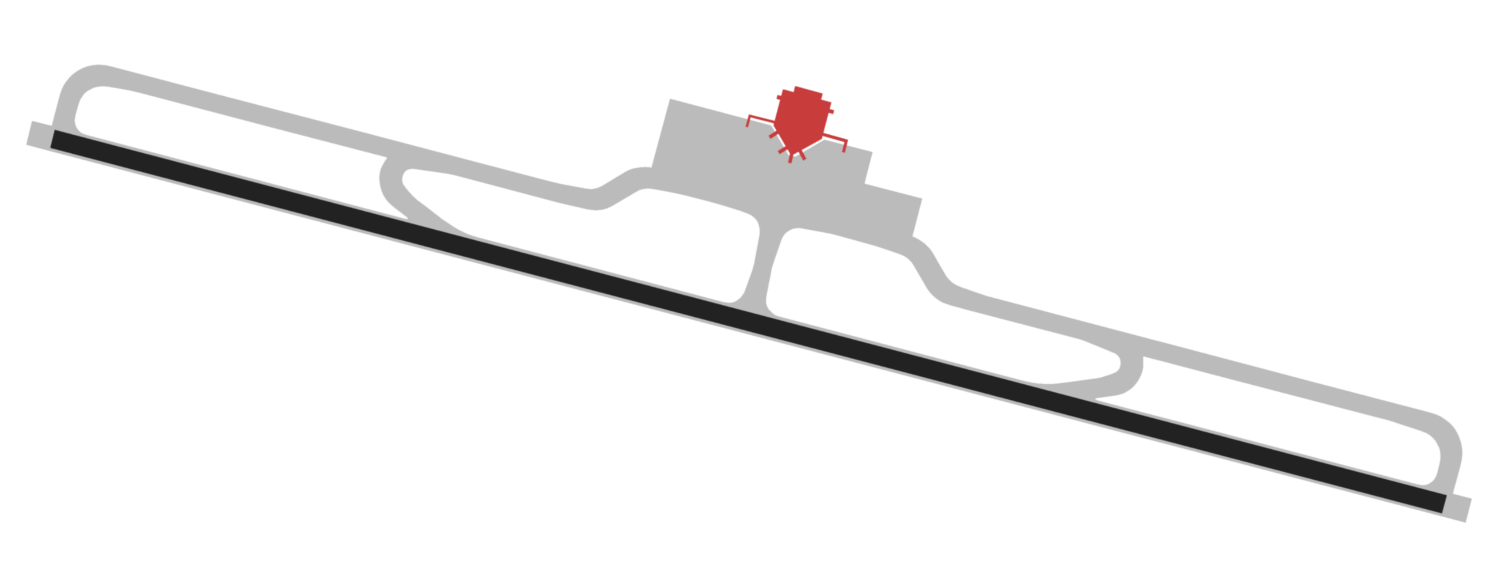
Pista d'aterratge de l'aeroport
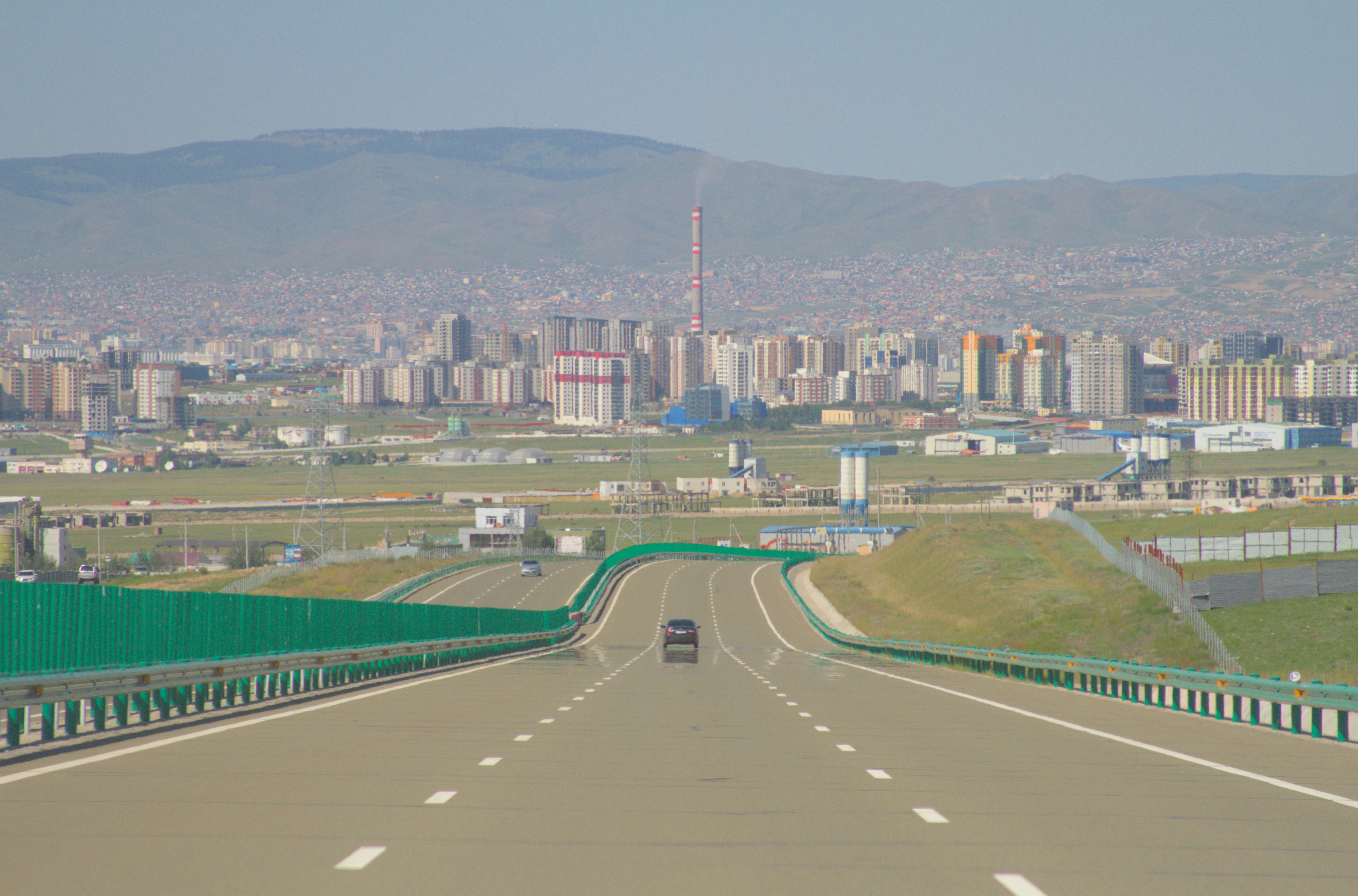
Carretera de nova construcció des de l'aeroport fins al centre de la ciutat d'Ulan Bator